# Bàdminton adaptat
El bàdminton adaptat o parabàdminton és un esport derivat del bàdminton, practicat per persones amb discapacitat física, visual i intel·lectual. Està regulat per la Federació Mundial de Bàdminton des de la seva creació, a la ciutat alemanya de Dortmund, el 2011. Formarà part del programa paralímpic a partir de l'edició de Tòquio 2020.